# Miramont-d'Astarac
Miramont-d'Astarac is een gemeente in het Franse departement Gers (regio Occitanie) en telt 344 inwoners (1999). De plaats maakt deel uit van het arrondissement Mirande.

## Geografie
De oppervlakte van Miramont-d'Astarac bedraagt 15,0 km², de bevolkingsdichtheid is 22,9 inwoners per km².
De onderstaande kaart toont de ligging van Miramont-d'Astarac met de belangrijkste infrastructuur en aangrenzende gemeenten.

## Demografie
Onderstaande figuur toont het verloop van het inwonertal (bron: INSEE-tellingen).